# جون أندرو بارنز الثالث
جون أندرو بارنز الثالث (بالإنجليزية: John Andrew Barnes III)‏ هو عسكري أمريكي، ولد في 16 أبريل 1945 في بوسطن في الولايات المتحدة، وتوفي في 12 نوفمبر 1967 في كون توم ‏ في فيتنام.